# Pat Garrett & Billy the Kid (album)
Pat Garrett & Billy the Kid este un album soundtrack lansat de Bob Dylan în 1973 pentru filmul cu același nume al lui Sam Peckinpah . În film apare chiar și Dylan în rolul personajului "Alias" . Fiind în mare parte muzică instrumentală inspirată chiar de film , soundtrack-ul conține și unul dintre cele mai îndrăgite cântece ale lui Dylan "Knockin' on Heaven's Door" , devenit ulterior un mare hit .
Primind Discul de Aur , Pat Garrett & Billy the Kid s-a clasat pe locul 16 în SUA și pe 29 în Marea Britanie .

## Tracklist
1. "Main Title Theme (Billy)"
2. "Cantina Theme (Workin' for The Law)"
3. "Billy 1"
4. "Bunkhouse Theme"
5. "River Theme"
6. "Turkey Chase"
7. "Knockin' on Heaven's Door"
8. "Final Theme"
9. "Billy 4"
10. "Billy 7"

- Toate cântecele au fost scrise de Bob Dylan

## Single-uri
- "Knockin' on Heaven's Door" (1973)
- "Turkey Chase" (1973)